# Achiropsettidae
Achiropsettidae é uma família de peixes actinopterígeos pertencentes à ordem Pleuronectiformes.
O grupo é exclusivo de águas marinhas frias e ocorre nos Oceanos Ártico e Antártico. O achatamente destes peixes é tipicamente para o lado esquerdo. A barbatana caudal encontra-se destacada das restantes e as barbatanas peitorais são reduzidas ou ausentes. A linha lateral está bem desenvolvida e está presente em ambos os lados do peixe.

## Espécies
- Achiropsetta slavae
- Achiropsetta tricholepis
- Mancopsetta maculata
- Neoachiropsetta milfordi
- Pseudomancopsetta andriashevi